# Topic (Musiker)

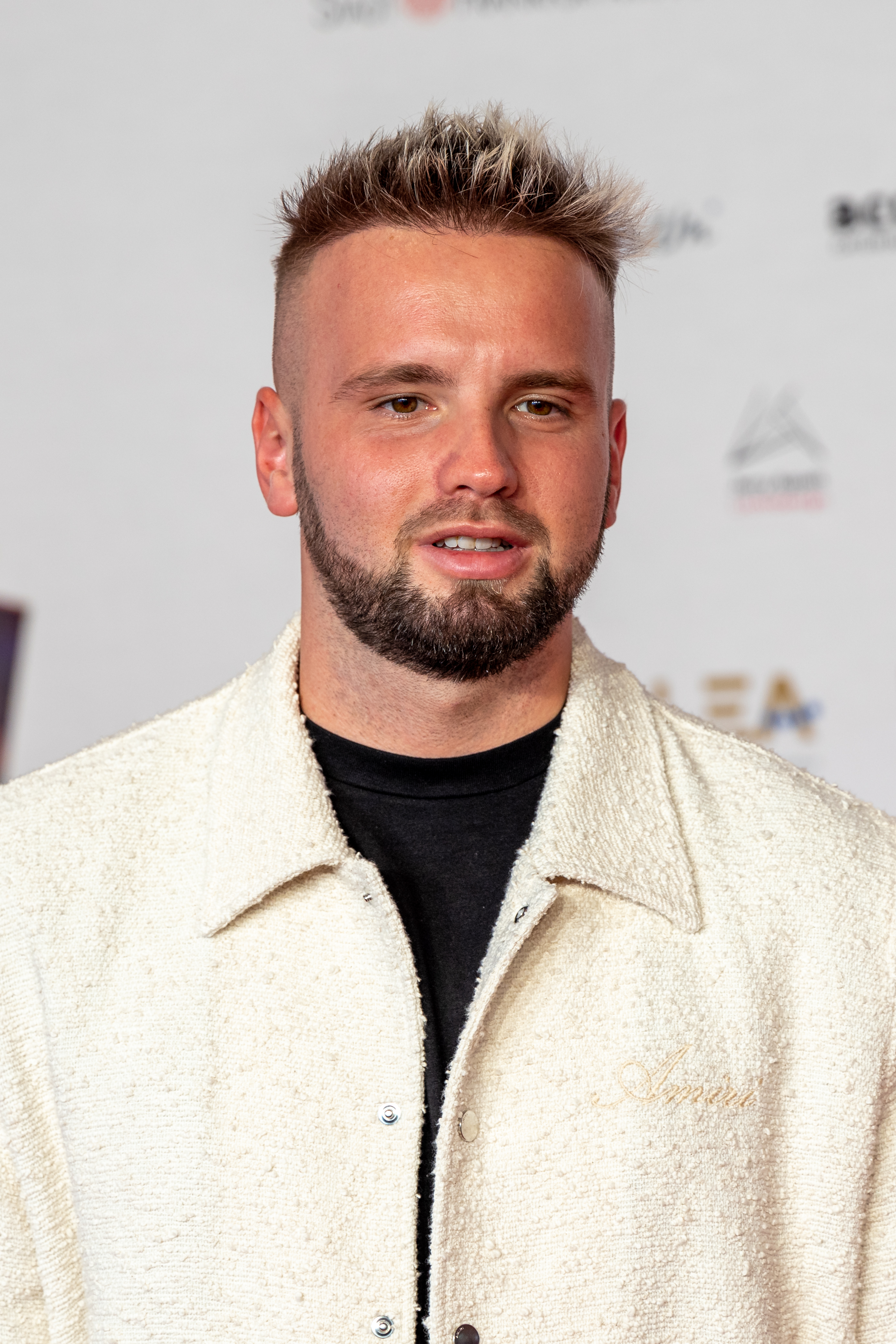
Topic

Tobias Topic (* 23. März 1992 in Solingen, kroatisch: Tobias Topić), bekannt als Topic oder Topic42, ist ein deutscher DJ und Musikproduzent.

## Biografie

### Bis 2016: Kommerzieller Durchbruch mit Home
Topic ist der Sohn eines Kroaten, der aus Slavonski Brod in die Bundesrepublik emigrierte, und einer Deutschen. Bekannt wurde er als Produzent der deutschen YouTube-Musiker Kayef und Liont, an deren Chart Alben Relikte letzter Nacht bzw. Löwenkind er beteiligt war. Seine erste Eigenveröffentlichung, der House-Song Light It Up, erreichte Ende 2014 über eine Million Aufrufe auf seinem YouTube-Kanal. Im Sommer 2015 stellte er sein Debütalbum Miles fertig. Es erschien Ende Juli und kam sowohl in die deutschen als auch die österreichischen Charts. Am Jahresende konnte er mit dem Song Home mit Nico Santos als Sänger auch in die Singlecharts beider Länder einsteigen. Im April 2016 wurde das Lied auch in Australien veröffentlicht, stieg in den dortigen Charts bis auf Platz elf und wurde mit Platin ausgezeichnet. In Deutschland erreichte die Single ebenfalls Platinstatus.
Im Juli 2016 veröffentlichte Topic die Nachfolge-Single zu Home. Gesungen wird diese von dem niederländischen Sänger Jake Reese. 2016 erhielt Topic eine Nominierung bei den MTV Europe Music Awards als „Best German Act“.

### 2017–2018: Perfect
2017 erreichte er mit dem Lied Break My Habits ein weiteres Mal die deutschen und österreichischen Singlecharts. Den Gesang dafür steuerte der Schwede Patrik Jean bei.
Am 26. Januar 2018 veröffentlichte Topic das Lied Perfect, das er gemeinsam mit der US-amerikanischen Sängerin und Fifth-Harmony-Mitglied Ally Brooke aufnahm. Der Airplay-Erfolg erhielt auch in den Vereinigten Staaten, insbesondere durch einen Auftritt von Brooke in der TV-Show Wild ’n Out Aufmerksamkeit. Für das Lied waren sie für den Teen Choice Award 2018 in der Kategorie „Electronic/Dance Song“ nominiert.
Mit dem Track Sólo contigo, der in Zusammenarbeit mit Juan Magán und Lena Meyer-Landrut entstand, veröffentlichte er im Frühjahr 2018 erstmals eine spanischsprachige Single. Es folgte der Song The Less I Know zusammen mit Alexander Tidebrink (auch bekannt als „A7S“), die den Grundstein für die weitere Zusammenarbeit der beiden Musiker legte.

### 2019: Internationaler Durchbruch mit Breaking Me
Am 19. Dezember 2019 erschien mit Breaking Me die sechste Single. Es handelt sich um eine Kollaboration mit dem schwedischen Sänger A7S; das Lied war für Topic der erste Charterfolg nach fast zwei Jahren. Die Single erreichte Top-10-Platzierungen in Deutschland, den Niederlanden, Österreich und der Schweiz. Mit Breaking Me erreichte Topic auch erstmals die britischen Singlecharts und seine erste Nummer-1-Platzierung in den portugiesischen Charts. In den USA dominierte er drei Wochen die Dance-Charts und erreichte in den Billboard Hot 100 Platz 53. Breaking Me hat nahezu eine Milliarde Streams bei Spotify (Stand November 2022) und erreicht kombiniert über fünf Milliarden Streams auf allen Plattformen (Stand November 2022).

### 2020: Like I Love You & Why Do You Lie to Me
Am 13. März 2020 erschien mit Like I Love You die zweite Single-Kollaboration mit Nico Santos. Um das Lied zu bewerben, erfolgte unter anderem ein gemeinsamer Liveauftritt in der Sat.1-Sendung Luke! Die Schule und ich zur Hauptsendezeit. Die Single erreichte in Deutschland Platz 24 der Singlecharts sowie Platz 2 der Airplaycharts und wurde zwei Mal mit Gold ausgezeichnet.
Nach dem Erfolg von Breaking Me folgte eine weitere Kooperation mit A7S. Zusammen mit dem US-Rapper Lil Baby wurde die Single Why Do You Lie to Me aufgenommen und am 28. August 2020 veröffentlicht.

### 2021: Your Love (9PM) / My Heart Goes (La Di Da)
Am 15. Januar 2021 veröffentlichte Topic, gemeinsam mit A7S und atb, eine Neuauflage von atb’s 9 PM (Till I Come) unter dem Titel Your Love (9PM). Your Love war bis dato Topics zweiterfolgreichste Single mit einer Top Platzierung in der Top 10 der deutschen, österreichischen und Schweizer Single-Charts, über 500 Millionen Streams auf Spotify (Stand November 2022) und einer Nominierung in der Kategorie „International Song of the Year“ der BRIT Awards 2022.
Im Juni 2021 folgte die Single Chain My Heart, bei der Topic mit der US-amerikanischen Sängerin Bebe Rexha zusammenarbeitete. Ebenfalls Anfang 2021 nahm Topic als Pate von Lars Schmidt in der KiKA-Kindersendung Dein Song teil, in der sie den Song Perfekt sein sangen. Am 30. Juli 2021 erschien mit Drive eine Kollaboration mit der britischen Elektopopband Clean Bandit und dem britischen Sänger Wes Nelson. Das Stück erreichte Platz 33 der britischen Singlecharts. Mit Becky Hill nahm er die Single My Heart Goes (La Di Da) auf, die am 24. August 2021 erschien. Wie Drive platzierte sich auch My Heart Goes (La Di Da) in den britischen Singlecharts und erreichte mit Rang 11 seine beste Platzierung.

### Seit 2022: Kernkraft 400 (A Better Day) & weitere Erfolge
Am 28. Januar 2022 veröffentlichte Topic zusammen mit Robin Schulz, Nico Santos und Paul van Dyk die Single In Your Arms (For an Angel). Dabei handelt es sich um eine Neuauflage von van Dyks Lied For an Angel aus dem Jahr 1994. In Kollaboration mit Alvaro Soler folgte die zweite spanischsprachige Single Solo Para Ti am 22. April 2022. Mit dem Stück wurde musikalisches Neuland betreten, indem der bekannte Soler-Sound und Topic-klassischer EDM fusioniert worden. Am 17. Juni 2022 erschien Kernkraft 400 (A Better Day) in Zusammenarbeit mit dem Sänger A7S. Der Track baut auf einem Sample von Zombie Nations Kernkraft 400 aus dem Jahr 1999 auf. Am 2. September 2022 veröffentlichten Topic und der schwedische Sänger John Martin die Single Follow Me.
Auch in der Top 100 der Wertung des DJ Mag für 2022 konnte sich Topic platzieren. Nach einer ausgedehnten Festivalsaison, zwei Diamant-Platzierungen in 28 Ländern und zwei Awards in den Jahren 2020 und 2021, konnte er sich den 69. Platz im Ranking sichern.
Im Februar 2023 erschien mit Forget You eine Zusammenarbeit mit dem deutschen Produzentenduo Fast Boy, die zum Charthit in Deutschland avancierte.
Im Juli 2024 kooperierte Topic mit dem iranisch-schwedischen Musiker Arash und dem französischen DJ Hugel, woraus die Chartsingle I Adore You hervorging. Unterstützt wurden sie durch Gastsänger Daecolm; Topic erreichte hiermit erstmals nach drei Jahren wieder die britischen Charts.

### Dokumentarfilm mit Tomorrowland: We Are Tomorrow
Am 20. September 2022 wurde die Dokumentation We Are Tomorrow von Tomorrowland auf YouTube veröffentlicht. Dabei werden die vier ausgewählten Protagonisten Topic, Gaggan Anand, Kelly De Clercq und Vicky Tah auf ihrem Weg zum Tomorrowland begleitet. In der Dokumentation wird Topics Tomorrowland-Auftritt begleitet und seine bisherige Karriere beleuchtet. Topic erzählt hier u. a. über die Idee hinter der Neuauflage von Megahit Breaking Me mit dem neuen Titel Saving Me – Soundtrack der Dokumentation mit der amerikanischen Singer-Songwriterin Sasha Alex Sloan.

### Topic42
Um seine Stile zu trennen, wurde das Alter Ego „Topic42“ erschaffen, mit dem Topic seit 2020 Songs veröffentlicht. Dabei behält er sich dennoch seinen Topic-typischen Sound bei. Am 10. Dezember 2020 veröffentlicht Topic42 sein Debüt mit dem Titel Lost in Kollaboration mit Samra. Im deutschsprachigen Raum schaffte es der Track in die Top 10 der Charts, in Deutschland auf Platz 3.
Die nächste Veröffentlichung mit Samra und dem iranischen Sänger und Social Media Superstar Arash folgte am 24. September 2021 mit dem Track Ich bin weg (Boro Boro). Das Stück ist ein zweisprachiges Remake von Arashs Lied Boro Boro von 2005 und konnte sich einen Platz in der deutschen Top 10 sichern. Am 3. Februar 2022 veröffentlichte Topic42 einen Remix zu Sidos Single Mit Dir. Der nächste Topic42 Remix folgte bereits am 18. August 2022 mit dem Track Sommer von Bonez MC und RAF Camora. Die nächste Kollaboration mit Samra fand mit der Single Kiss Me statt, die am 26. August 2022 veröffentlicht wurde und sich einen Platz in den Top 40 Charts in Deutschland, Österreich und der Schweiz sichern konnte.

## Diskografie
Studioalben

| Jahr | Titel Musiklabel             | Höchstplatzierung, Gesamtwochen, AuszeichnungChartplatzierungen (Jahr, Titel, Musiklabel, Platzierungen, Wochen, Auszeichnungen, Anmerkungen) | Höchstplatzierung, Gesamtwochen, AuszeichnungChartplatzierungen (Jahr, Titel, Musiklabel, Platzierungen, Wochen, Auszeichnungen, Anmerkungen) | Höchstplatzierung, Gesamtwochen, AuszeichnungChartplatzierungen (Jahr, Titel, Musiklabel, Platzierungen, Wochen, Auszeichnungen, Anmerkungen) | Höchstplatzierung, Gesamtwochen, AuszeichnungChartplatzierungen (Jahr, Titel, Musiklabel, Platzierungen, Wochen, Auszeichnungen, Anmerkungen) | Höchstplatzierung, Gesamtwochen, AuszeichnungChartplatzierungen (Jahr, Titel, Musiklabel, Platzierungen, Wochen, Auszeichnungen, Anmerkungen) | Höchstplatzierung, Gesamtwochen, AuszeichnungChartplatzierungen (Jahr, Titel, Musiklabel, Platzierungen, Wochen, Auszeichnungen, Anmerkungen) | Anmerkungen                         |
| Jahr | Titel Musiklabel             | DE | AT | CH | UK | US | Dance | Anmerkungen                         |
| ---- | ---------------------------- | --- | --- | --- | --- | --- | --- | ----------------------------------- |
| 2015 | Miles Takeover Records (RTD) | DE67 (1 Wo.)DE | AT70 (1 Wo.)AT | — | — | — | — | Erstveröffentlichung: 31. Juli 2015 |

## Auszeichnungen und Nominierungen
| Jahr | Auszeichnung            | Kategorie                    | Werk                            | Ergebnis  | Quelle |
| ---- | ----------------------- | ---------------------------- | ------------------------------- | --------- | ------ |
| 2016 | MTV Europe Music Awards | Bester deutscher Act         | Topic                           | Nominiert |        |
| 2016 | 1Live Krone             | Beste Single                 | Home (mit Nico Santos)          | Nominiert |        |
| 2018 | Teen Choice Awards      | Choice Electronic/Dance Song | Perfect (mit Ally Brooke)       | Nominiert |        |
| 2020 | LOS40 Music Awards      | Bester Dance Act             | Topic                           | Gewonnen  |        |
| 2020 | 1Live Krone             | Beste Single                 | Breaking Me (mit A7S)           | Nominiert | [ 42 ] |
| 2020 | 1Live Krone             | Bester Dance Act             | Topic                           | Nominiert | [ 42 ] |
| 2021 | Audi Generation Award   | Music                        | Topic                           | Gewonnen  |        |
| 2022 | BRIT Awards             | Best International Song      | Your Love (9PM) (mit ATB & A7S) | Nominiert |        |